# Iva
Iva je ženské křestní jméno slovanského původu. Jedná se o ženskou verzi jména Ivo, ze které se díky její oblibě stalo samostatné jméno.
Podle českého kalendáře má svátek 1. prosince.

## Statistické údaje
Následující tabulka uvádí četnost jména v ČR a pořadí mezi ženskými jmény ve srovnání dvou roků, pro které jsou dostupné údaje MV ČR – lze z ní tedy vysledovat trend v užívání tohoto jména:
| Rok       | Četnost   | Pořadí   |
| 1999      | 25 937    | 55.      |
| 2002      | 26 024    | 54.      |
| Porovnání | o 87 více | o 1 lépe |
| 2006      | 26 076    | 57.      |

Změna procentního zastoupení tohoto jména mezi žijícími ženami v ČR (tj. procentní změna se započítáním celkového úbytku žen v ČR za sledované tři roky 1999–2002) je +1,1%.

## Známé nositelky jména
- Iva Marešová – česká zpěvačka a herečka
- Iva Bittová – česká zpěvačka, houslistka a herečka
- Iva Frühlingová – česká zpěvačka
- Iva Hajnová - česká zpěvačka
- Iva Hercíková – česká spisovatelka
- Iva Janžurová – česká herečka
- Iva Mažgútová – slovenská fotografka
- Iva Kubelková – česká modelka, moderátorka a herečka
- Iva Pazderková – česká herečka
- Iva Pekárková – česká spisovatelka